# Sanborn Tenney
Pour les articles homonymes, voir Sanborn.
Sanborn Tenney est un naturaliste américain, né en 1827 à New Hampshire et mort en 1877.
Il est diplômé à Amherst College et commence à enseigner à Vassar College en 1865. En 1868, il part  enseigner au Williams College. Il est l’auteur de plusieurs manuels en géographie et en histoire naturelle dont A Manuel of Zoology. Il meurt soudainement alors qu’il se préparait pour une expédition dans le Colorado.

## Liste partielle des publications
- 1867 : Natural history. A manual of zoölogy for schools, colleges, and the general reader  (Scribner, Armstrong & co., New York) — réédité en 1868, en 1872, en 1874.
- 1866 : Natural history of animals, (American book company, New York et Cincinnati) — réédité en 1895 — version numérique consultable librement sur Archive.org.
- 1875 : Elements of zoölogy. A text-book, (Scribner, Armstrong & co., New York) — réédité en 1907.
- 1860 : Geology ; for teachers (J. H. Butler & co., Philadelphie) — réédité en 1863 et en 1877.

## Source
- (en) Vassar Encyclopedia